# Masernimpfstoff

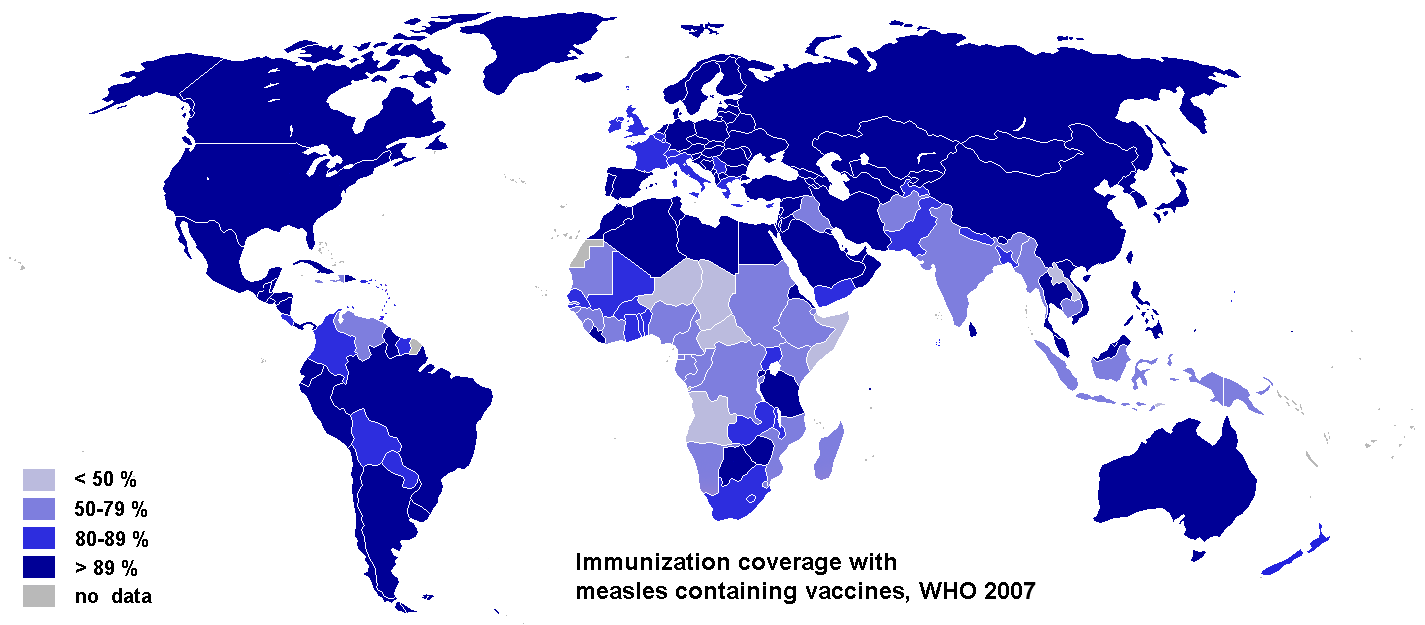
Durchimpfungsraten weltweit im Jahr 2007

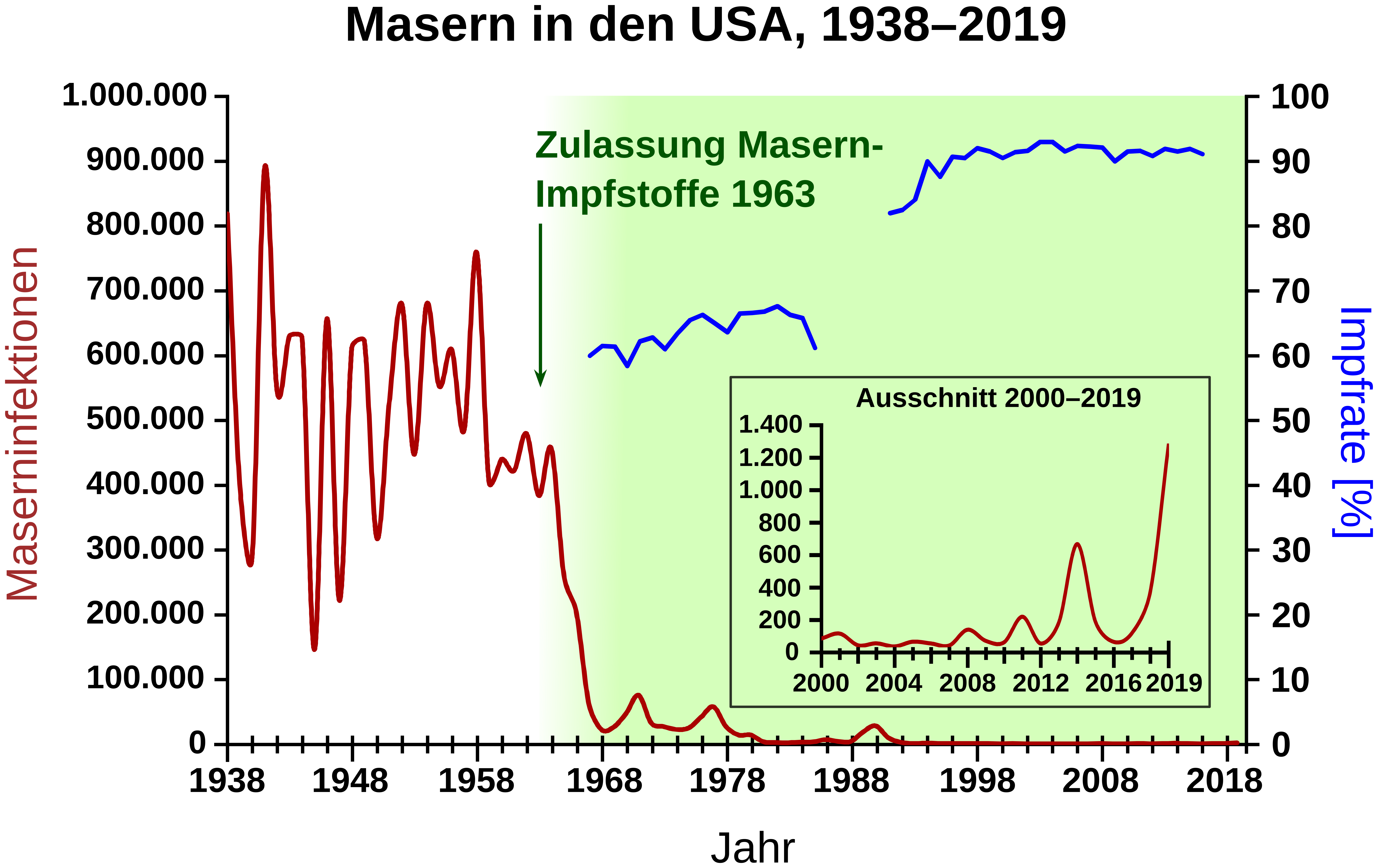
Maserninfektionen in den USA. Zwei Masernimpfstoffe wurden ab 1963 verwendet.

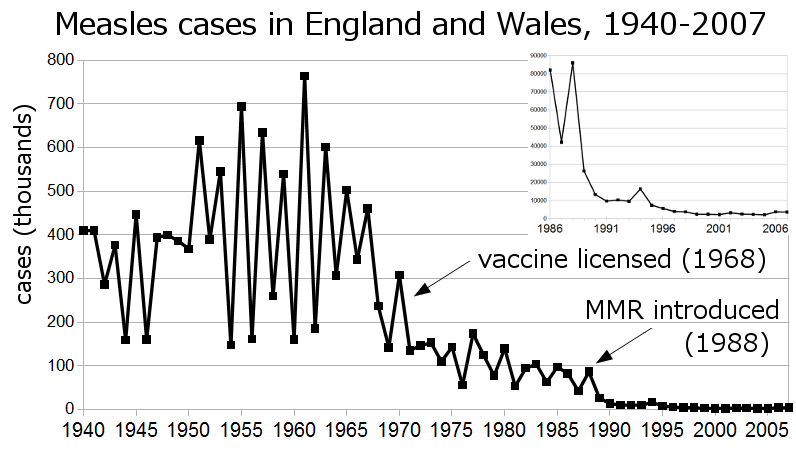
Maserninfektionen in England und Wales. Der Masernimpfstoff wurde ab 1968 verwendet.

Ein Masernimpfstoff ist ein Impfstoff gegen Infektionen mit dem Masernvirus. Der moderne Masernimpfstoff befindet sich seit 2013 auf der Liste der unentbehrlichen Arzneimittel der Weltgesundheitsorganisation.

## Geschichte des Masernimpfstoffs
Rudolf Degkwitz gilt als Erfinder der passiven Masernschutzimpfung. Er nahm gerade genesenen Masernkranken Blut ab und injizierte es Kindern, die gerade hospitalisiert wurden. Durch diese Methode werden spezifische Antikörper gegen das Masernvirus übertragen und schützen für ein paar Wochen vor der Infektion.
Der erste aktive Masernimpfstoff wurde von Thomas Chalmers Peebles und dem Nobelpreisträger John Franklin Enders entwickelt. Erstmals zugelassen wurde der inaktivierte Spaltimpfstoff im Jahr 1963 in den USA. In den späteren 1960er Jahren folgten Zulassungen in weiteren Ländern. Der inaktivierte Masernimpfstoff wurde von 1963 bis 1967 eingesetzt und durch den attenuierten Lebendimpfstoff (Impfstamm Edmonston B) abgelöst. Aus dem Edmonston B-Stamm wurden in Folge weitere Impfstämme erzeugt wie Edmonston/Enders (1968), Schwarz, Connaught, AIK-C, Moraten und Edmonston-Zagreb. Aus anderen Stämmen wurden die Masernimpfstoffe Leningrad-16, Leningrad-Zagreb, Japan CAM-70, F22, 194 und TD 97 (abgeleitet vom Tanabe-Impfstamm) und Shanghai hergestellt. 1971 wurden in den USA dann zum ersten Mal ein MMR-Impfstoff lizenziert und 1989 die zweimalige Impfung empfohlen. Im Zuge der Herstellung werden Masernviren in embryonaler Hühner-Zellkultur (CEF-Zellen) kultiviert, aufgereinigt und auf die Endkonzentration des Arzneimittels verdünnt.
Ab 1970 bestand in der DDR eine Impfpflicht zur Masernimpfung. In der Bundesrepublik wurden 1966 Totimpfstoffe gegen Masern zugelassen, die Zulassung des Lebendimpfstoffes erfolgte 1967. Die damaligen Totimpfstoffe Fractivac (monovalent) bzw. Quintovirelon (als pentavalenter Kombinationsimpfstoff DPT-IPV-M) waren den Lebendimpfstoffen insofern unterlegen, da selbst eine dreifache Impfung eine unzureichende Immunität vermittelte. Zudem traten im Falle einer Infektion mit Masernviren ein atypisches Masernsyndrom mit Pneumonien auf. Daher wurden sie nur bis Mitte der 1970er Jahre eingesetzt und schließlich ganz durch Lebendimpfstoffe ersetzt. So gab die STIKO 1974 die erste Empfehlung zur Masernimpfung heraus; hierbei sollte ein attenuierter Lebendimpfstoff nach dem vollendeten ersten Lebensjahr gegeben werden, optional noch ein Spaltimpfstoff als Vorimpfung.
| Impfstoff     | Impfstamm               | Dosis             |
| ------------- | ----------------------- | ----------------- |
| M-M-RVAXPRO   | Stamm Enders’ Edmonston | mind. 1000 ZKID50 |
| ProQuad       | Stamm Enders’ Edmonston | mind. 1000 ZKID50 |
| Priorix-Tetra | Stamm Schwarz           | mind. 1000 ZKID50 |
| Priorix       | Stamm Schwarz           | mind. 1000 ZKID50 |

Einzelimpfungen gegen Masern sind seit der Jahrtausendwende in Europa unüblich, werden aber bisweilen noch in Afrika oder Russland durchgeführt. In Europa wurde der Vertrieb des letzten Masern-Einzelimpfstoffes Mérieux vom damaligen Hersteller Sanofi Pasteur MSD 2012 eingestellt und war danach via Parallelimport durch die Firma EurimPharm verfügbar. Ab 2017 wurde der Impfstoff nicht mehr produziert, und konnte vom Parallelimporteur damit nicht mehr auf den Markt gebracht werden. Mitte 2021 erlosch die Zulassung.
Stattdessen wird der Schutz vor Masern entweder durch MMR-Impfstoff zusammen mit einem Schutz vor Mumps und Röteln im Rahmen einer Dreifachimpfung empfohlen (Zulassung in den USA im Jahr 1971, in Deutschland ab 1980), oder durch eine Vierfachimpfung mit MMRV-Impfstoff (Zulassung in den USA im Jahr 2005, Deutschland im Jahr 2006), der zusätzlich auch noch vor Windpocken schützt.
In der Bundesrepublik wurde die einmalige Kombinationsimpfung mit Mumps (MM) als Lebendimpfung erstmals 1976 empfohlen (ab dem 2. Lebensjahr, ab 1980 eine breite Anwendung ab dem 15. Lebensmonat). Die zusätzliche Rötelnkomponente in Form der MMR-Impfung ab dem 15. Lebensmonat fand erstmals 1984 im Impfkalender Einzug. 1991 wurde dann die zweimalige MMR-Impfung im Impfkalender vorgestellt (2. Gabe ab dem 6. Lebensjahr), ab 2001 soll die MMR-Erstimpfung schließlich zwischen dem 11.–14. Monat, die Zweitimpfung im 15.–23. Monat erfolgen.
Zudem empfiehlt die STIKO eine Impfung für alle nach 1970 geborenen Erwachsene in gewissen Tätigkeitsbereichen, wie beispielsweise in medizinischen Einrichtungen gemäß § 23 des Infektionsschutzgesetzes (IfSG) oder Einrichtungen der Pflege nach § 71 des Sozialgesetzbuches (SGB XI). Frauen sollten für jede der drei Impfstoffkomponenten (M–M–R) eine 2-malige Impfung aufweisen, bei Männern reicht zum Schutz gegen Röteln eine einmalige Impfung aus.

## Immunologie
Der zugelassene Masernimpfstoff erzeugt einen wirksamen Impfschutz, selbst bei Verabreichung unmittelbar nach der Infektion. Die Serokonversionsrate nach einer Impfung liegt bei 95 %, nach der Wiederholungsimpfung bei über 99 %. Dies bedeutet, dass nach einer zweiten Impfung 98–99 % der Geimpften geschützt sind.
Im Jahr 2013 hatten circa 85 % der Kinder weltweit einen Masernimpfstoff erhalten. Im Jahr 2012 waren in Deutschland 92,4 Prozent der neu eingeschulten Kinder zweifach gegen Masern geimpft. Die Rate der Masernimpfung in Österreich wurde für 2006 von der WHO auf 80 % für die Erst- und 61 % für die Zweitimpfung geschätzt.

### B-Zell-Immunität
Gegen Epitope auf dem Hämagglutinin H und dem Fusionsprotein F des Masernvirus werden im Verlauf einer Infektion neutralisierende Antikörper gebildet, die eine erneute Infektion mit Masernviren verhindern.

### T-Zell-Immunität
Die protektiven Epitope für HLA2-positive zytotoxische T-Zellen befinden sich auf dem Hämagglutinin. Weiterhin existieren T-Zell-Epitope auf den Proteinen F, N, P, C, M und L.

## Gegenanzeigen
Kontraindikationen sind Schwangerschaft und Anteile von CD4-positiven T-Zellen unter 15 % bei HIV-infizierten Kindern.
Bei Multiple Sklerose unter Immuntherapie oder während eines Schubes wird die MMR(V)-Impfung (wie andere Lebendimpfungen auch) als kontraindiziert angesehen.

## Nebenwirkungen
Unerwünschte Arzneimittelwirkungen der MMR-Impfung können sein
- Fieber (bis zu 2 von 10 Impfungen),[27]
- Schmerzempfindlichkeit und Rötung an der Injektionsstelle (bei 1 von 10 Impfungen),[27]
- nichtinfektiöse Impfmasern[39] (bei 3 bis 5 von 100 Impfungen),[40]
- Hautausschlag (bei 1 bis 5 von 100 Impfungen),[27]
- Fieberkrampf (bei 3 von 10.000 Impfungen)[27]
- rötliche Verfärbung durch Blutplättchenmangel (bei 2 bis 3 von 100.000 Impfungen),[41]
- akute allergische Reaktion (bei 1 bis 4 von 1.000.000 Impfungen).[42]
- chronisch-entzündliche Darmerkrankung trat zu selten auf, um einen Zusammenhang festzustellen.[41]

Es gibt keinerlei Hinweise auf einen behaupteten Zusammenhang zwischen einer MMR-Impfung und Enzephalitis, Enzephalopathie, kognitiver Verzögerung, Diabetes Typ 1, Asthma, Dermatitis, Ekzeme, Heuschnupfen, Leukämie, Multipler Sklerose, Gangstörungen sowie bakteriellen oder viralen Infektionen. Masernimpfungen unterliegen einer ständigen Überwachung auf Nebenwirkungen.  Sicherheitsbedenken gegen zusätzliche MMR-Impfungen bei bereits bestehender Immunität („Überimpfen“) bestehen nicht. Eine Cochrane-Review von 138 klinischen Studien gegen Masern, Mumps, Röteln und Windpocken geimpfter Kinder ergab, dass die Risiken durch die Erkrankung erheblich höher sind als das Risiko durch Nebenwirkungen.

## Impfpflicht
Die Impfmüdigkeit sowie Impfangst und Fehlinformationen haben zu einem Rückgang der Herdenimmunität gegen das Masernvirus und zu einem Anstieg der Maserninfektionen und der Maserntoten in Deutschland, Österreich und der Schweiz geführt, während Masern in den meisten Ländern Europas weitgehend ausgerottet werden konnten. In Gebieten mit hoher Durchimpfungsrate kommen Maserninfektionen nur noch als Einschleppinfektionen aus anderen Gebieten oder bei nachlassender Durchimpfungsrate vor.
Im März 2020 wurde in Deutschland daher die gesetzliche Impfpflicht für Masern eingeführt (in § 20 Abs. 8–14 IfSG) – Eltern müssen seitdem bei Eintritt in eine Kita oder Schule einen Nachweis erbringen, dass ihre Kinder einen ausreichenden Impfschutz gegen Masern besitzen. Eine Immunität gegen Masern wird über ein ärztliches Attest dokumentiert. Eventuelle Kontraindikationen müssen ebenfalls vom Arzt attestiert werden. Ein solches Attest ist dann an Stelle des Impfnachweises vorzulegen. Die Nachweispflicht besteht auch für Erzieher, Lehrer, Tagesmütter und andere Beschäftigte in (medizinischen) Gemeinschaftseinrichtungen sowie für Bewohner in Ferienlagern oder auch Asyl- und Flüchtlingsunterkünften.
Die Verwendung der Masernimpfstoffe ist zwar unter Medizinern unumstritten, wird aber von der Impfgegnerszene abgelehnt. Impfgegner publizieren über angebliche Impfschäden insbesondere in wissenschaftsfeindlichen Internet-Foren, in eigenen Verlagen sowie auf impfablehnenden Webseiten mit verschwörungstheoretischen Inhalten. Sie haben oft anthroposophische, esoterische oder alternativmedizinische Ansichten. Impfverweigerer bestreiten die Notwendigkeit einer Masernimpfung in Anbetracht der vermeintlichen Nebenwirkungen und in Verkennung der Gesundheitsrisiken einer Maserninfektion.
Mit Beschluss vom 21. Juli 2022, veröffentlicht am 18. August 2022, lehnte das deutsche Bundesverfassungsgericht mehrere gegen die Impfpflicht gerichtete Verfassungsbeschwerden als unbegründet ab. Die Richter stellten fest, dass die Impfpflicht zwar einen Eingriff in das Elternrecht und das Recht der Kinder auf körperliche Unversehrtheit darstelle, diese Grundrechtseingriffe jedoch zumutbar seien, um gefährdete Menschen vor einer Infektion zu schützen. Stünden ausschließlich Kombinationsimpfstoffe zur Verfügung, so sei die Regelung verfassungskonform so zu verstehen, dass die Pflicht, eine Masernimpfung auf- und nachzuweisen, nur dann gelte, wenn die Kombinationsimpfstoffe keine weiteren Impfstoffkomponenten enthalten als die gegen Masern, Mumps, Röteln oder Windpocken. Geklagt hatten verschiedene Parteien, vor allem Eltern mit kleinen Kindern, aber auch Ärzte.
Autismus und MMR-Impfung
Die Behauptung des britischen Arztes Andrew Wakefield, dass es nach MMR-Impfungen vermehrt zu kindlichem Autismus käme, wurde wissenschaftlich widerlegt. Wakefield erhielt danach „aufgrund seines unwissenschaftlichen und seines gegen ärztliches Ethos gerichteten Vorgehens“ Berufsverbot als Arzt.
Multiple Sklerose und MMR-Impfung
Die Infektion mit dem Masernvirus kann bei Patienten mit manifester Multipler Sklerose zu einer Verschlimmerung führen, da dann zwei schwere Erkrankungen zusammentreffen. Bei unklarer Immunitätslage sollte daher der Schutz durch eine Impfung gemäß den Richtlinien des Robert Koch-Instituts sichergestellt werden.
Impfungen wie die gegen MMR stehen nicht in Verdacht, Multiple Sklerose zu verursachen.

## Handelsnamen
Handelsnamen für Mono-Masernimpfstoffe sind z. B. Measles Vaccine (live) (Schweiz) oder Attenuvax (Vereinigte Staaten).